# Coupe de France de rugby à XIII 1978-1979
Navigation
Édition précédente Édition suivante
La Coupe de France de rugby à XIII 1978-1979 est la 41e édition de la Coupe de France, compétition à élimination directe mettant aux prises des clubs de rugby à XIII amateurs et professionnels affiliés à la Fédération française de jeu à XIII (aujourd'hui Fédération française de rugby à XIII).

## Liste des équipes en compétition en huitièmes de finale
| \| US Villeneuve AS Carcassonne XIII Catalan FC Lézignan RC Albigeois RC Carpentras XIII Limouxin RC Roanne AS Saint-Estève Tonneins XIII SM Pia SU Cavaillon Pamiers XIII SO Avignon Saint-Jacques XIII Toulouse olympique XIII \| Clubs prenant part à la Coupe de France de rugby à XIII 1979. |
| US Villeneuve AS Carcassonne XIII Catalan FC Lézignan RC Albigeois RC Carpentras XIII Limouxin RC Roanne AS Saint-Estève Tonneins XIII SM Pia SU Cavaillon Pamiers XIII SO Avignon Saint-Jacques XIII Toulouse olympique XIII                                                                     |

## Tableau final
|  | Huitièmes de finale            | Huitièmes de finale          |                    |    | Quarts de finale       | Quarts de finale       |  |  | Demi-finales  | Demi-finales  |  |  | Finale | Finale |
|  | Huitièmes de finale            | Huitièmes de finale          |                    |    | Quarts de finale       | Quarts de finale       |  |  | Demi-finales  | Demi-finales  |  |  | Finale | Finale |
|  |                                |                              |                    |    |                        |                        |  |  |               |               |  |  |        |        |
|  | Le 29 avril 1979 à La Réole    | Le 29 avril 1979 à La Réole  |                    |    | Le 13 mai 1979 à Rodez | Le 13 mai 1979 à Rodez |  |  | à Carcassonne | à Carcassonne |  |  | à Albi | à Albi |
|  | Le 29 avril 1979 à La Réole    | Le 29 avril 1979 à La Réole  |                    |    | Le 13 mai 1979 à Rodez | Le 13 mai 1979 à Rodez |  |  | à Carcassonne | à Carcassonne |  |  | à Albi | à Albi |
|  | Villeneuve-sur-Lot             | 18                           |                    |    | Le 13 mai 1979 à Rodez | Le 13 mai 1979 à Rodez |  |  | à Carcassonne | à Carcassonne |  |  | à Albi | à Albi |
|  | Villeneuve-sur-Lot             | 18                           |                    |    | Le 13 mai 1979 à Rodez | Le 13 mai 1979 à Rodez |  |  | à Carcassonne | à Carcassonne |  |  | à Albi | à Albi |
|  | Tonneins                       | 5                            |                    |    | Le 13 mai 1979 à Rodez | Le 13 mai 1979 à Rodez |  |  | à Carcassonne | à Carcassonne |  |  | à Albi | à Albi |
|  | Tonneins                       | 5                            | Villeneuve-sur-Lot | 26 |                        |                        |  |  | à Carcassonne | à Carcassonne |  |  | à Albi | à Albi |
|  | Le 29 avril 1979 à Lézignan    |                              | Villeneuve-sur-Lot | 26 |                        |                        |  |  | à Carcassonne | à Carcassonne |  |  | à Albi | à Albi |
|  |                                | Carpentras                   | 10                 |    |                        |                        |  |  | à Carcassonne | à Carcassonne |  |  | à Albi | à Albi |
|  | Carpentras                     | Carpentras                   | 10                 | 19 |                        |                        |  |  | à Carcassonne | à Carcassonne |  |  | à Albi | à Albi |
|  | Carpentras                     | Le 13 mai 1979à Carcassonne  |                    | 19 |                        |                        |  |  | à Carcassonne | à Carcassonne |  |  | à Albi | à Albi |
|  | Saint-Estève                   | 17                           |                    |    |                        |                        |  |  | à Carcassonne | à Carcassonne |  |  | à Albi | à Albi |
|  | Saint-Estève                   | 17                           | Villeneuve-sur-Lot | ?  |                        |                        |  |  |               |               |  |  | à Albi | à Albi |
|  | Le 29 avril 1979 à Montpellier |                              | Villeneuve-sur-Lot | ?  |                        |                        |  |  |               |               |  |  | à Albi | à Albi |
|  |                                | XIII Catalan                 | ?                  |    |                        |                        |  |  |               |               |  |  | à Albi | à Albi |
|  | XIII Catalan                   | XIII Catalan                 | ?                  | 42 |                        |                        |  |  |               |               |  |  | à Albi | à Albi |
|  | XIII Catalan                   | à Perpignan                  |                    | 42 |                        |                        |  |  |               |               |  |  | à Albi | à Albi |
|  | Cavaillon                      | 10                           |                    |    |                        |                        |  |  |               |               |  |  | à Albi | à Albi |
|  | Cavaillon                      | 10                           | XIII Catalan       | 32 |                        |                        |  |  |               |               |  |  | à Albi | à Albi |
|  | Le 29 avril 1979 à Mazamet     |                              | XIII Catalan       | 32 |                        |                        |  |  |               |               |  |  | à Albi | à Albi |
|  |                                | Albi                         | 12                 |    |                        |                        |  |  |               |               |  |  | à Albi | à Albi |
|  | Albi                           | Albi                         | 12                 | 25 |                        |                        |  |  |               |               |  |  | à Albi | à Albi |
|  | Albi                           | Le 13 mai 1979à Saint-Estève |                    | 25 |                        |                        |  |  |               |               |  |  | à Albi | à Albi |
|  | Pia                            | 11                           |                    |    |                        |                        |  |  |               |               |  |  | à Albi | à Albi |
|  | Pia                            | 11                           | Villeneuve-sur-Lot | 15 |                        |                        |  |  |               |               |  |  |        |        |
|  | Le 29 avril 1979 à Perpignan   |                              | Villeneuve-sur-Lot | 15 |                        |                        |  |  |               |               |  |  |        |        |
|  |                                | Carcassonne                  | 5                  |    |                        |                        |  |  |               |               |  |  |        |        |
|  | Carcassonne                    | Carcassonne                  | 5                  | 19 |                        |                        |  |  |               |               |  |  |        |        |
|  | Carcassonne                    |                              |                    | 19 |                        |                        |  |  |               |               |  |  |        |        |
|  | Avignon                        | 18                           |                    |    |                        |                        |  |  |               |               |  |  |        |        |
|  | Avignon                        | 18                           | Carcassonne        | 18 |                        |                        |  |  |               |               |  |  |        |        |
|  | Le 29 avril 1979 à Carcassonne |                              | Carcassonne        | 18 |                        |                        |  |  |               |               |  |  |        |        |
|  |                                | Limoux                       | 12                 |    |                        |                        |  |  |               |               |  |  |        |        |
|  | Limoux                         | Limoux                       | 12                 | 9  |                        |                        |  |  |               |               |  |  |        |        |
|  | Limoux                         | Le 13 mai 1979à Carpentras   |                    | 9  |                        |                        |  |  |               |               |  |  |        |        |
|  | Pamiers                        | 3                            |                    |    |                        |                        |  |  |               |               |  |  |        |        |
|  | Pamiers                        | 3                            | Carcassonne        | ?  |                        |                        |  |  |               |               |  |  |        |        |
|  | Le 29 avril 1979 à Limoux      |                              | Carcassonne        | ?  |                        |                        |  |  |               |               |  |  |        |        |
|  |                                | Lézignan                     | ?                  |    |                        |                        |  |  |               |               |  |  |        |        |
|  | Lézignan                       | Lézignan                     | ?                  | 20 |                        |                        |  |  |               |               |  |  |        |        |
|  | Lézignan                       |                              |                    | 20 |                        |                        |  |  |               |               |  |  |        |        |
|  | Toulouse                       | 11                           |                    |    |                        |                        |  |  |               |               |  |  |        |        |
|  | Toulouse                       | 11                           | Lézignan           | 27 |                        |                        |  |  |               |               |  |  |        |        |
|  | Le 29 avril 1979 à Carpentras  |                              | Lézignan           | 27 |                        |                        |  |  |               |               |  |  |        |        |
|  |                                | Roanne                       | 14                 |    |                        |                        |  |  |               |               |  |  |        |        |
|  | Roanne                         | Roanne                       | 14                 | 24 |                        |                        |  |  |               |               |  |  |        |        |
|  | Roanne                         |                              |                    | 24 |                        |                        |  |  |               |               |  |  |        |        |
|  | Saint-Jacques                  | 16                           |                    |    |                        |                        |  |  |               |               |  |  |        |        |
|  | Saint-Jacques                  | 16                           |                    |    |                        |                        |  |  |               |               |  |  |        |        |

## Finale (1979)
(mt : 7 - 0)
Homme du match :  Michel Mazaré 
Points marqués :
- Villeneuve-sur-Lot : 3 essais de Laroche (4e), Vrech (58e et 68e) ; 2 transformations de Mazaré (4e et 58e)
- Carcassonne : 1 essai de Thénégal (47e) ; 1 transformation de Guilhem (47e)

Évolution du score : 5-0, 7-0 (m.t.), 7-5, 10-5, 15-5
Arbitre : François Auriolle
Spectateurs : 6 442
Recette : 193 225 francs
Composition des équipes :
- Villeneuve-sur-Lot : Martial Vrech - Daniel Badet, Michel Laville, Christian Bossis, Pascal Laroche, - Michel Mazaré, Patrice Duluc - Max Chantal, Antoine Gonzalès, Christian Maccali, Didier Hermet, Serge Cuyas, Joël Roosebrouck - Patrick Pedrazzani, Francis Duthil - Entraîneur : Raymond Gruppi
- Carcassonne : Alain Séguy - José Moya, Didier Bernard, Bernard Guilhem, Patrick Chauvet - Guy Alard, Raymond Toujas - Jean-Pierre Vignères, André Malacamp, Charles Thénégal, Manuel Caravaca, José Reina, Charles Rosado - Claude Estebanez, Gérard Forcada - Entraîneur : Claude Teisseire